# Karol Mackiewicz
Karol Mackiewicz (ur. 1 czerwca 1992 roku w Białymstoku) – polski piłkarz występujący na pozycji pomocnika. 

## Kariera piłkarska
Karol Mackiewicz karierę rozpoczynał w drużynie Hetmana Białystok, a w 2009 roku przeniósł się do drużyn młodzieżowych Jagiellonii. W Ekstraklasie zadebiutował 26 maja 2013(dts) roku w przegranym meczu przeciw Śląskowi Wrocław. W międzyczasie na rok był wypożyczony do Wigier Suwałki. 19 lipca 2017 ponownie został wypożyczony do pierwszoligowych Wigier.

## Sukcesy

### Jagiellonia Białystok
- Wicemistrzostwo Polski (1): 2016/17

### Wigry Suwałki
- Mistrzostwo II ligi (grupa: wschodnia) (1): 2013/14